# Кросби, Гордон
Го́рдон Кро́сби (англ. Gordon Crosby; 21 марта 1927, Торонто — 3 января 2019, Китченер, Онтарио) — канадский легкоатлет, специалист по бегу на короткие дистанции и барьерному бегу. Выступал за сборную Канады по лёгкой атлетике в начале 1950-х годов, победитель и призёр национальных первенств, участник Игр Британской империи в Окленде и летних Олимпийских игр в Хельсинки.

## Биография
Гордон Кросби родился 21 марта 1927 года в городе Торонто провинции Онтарио, Канада. Детство провёл в районе Ист-Йорк.
Увлекался бегом с юных лет, неоднократно становился победителем и призёром канадских национальных первенств в различных спринтерских дисциплинах.
Впервые заявил о себе в лёгкой атлетике на международном уровне в сезоне 1950 года, когда вошёл в основной состав канадской национальной сборной и выступил на Играх Британской империи в Окленде. Участвовал здесь в беге на 100 ярдов и беге на 120 ярдов с барьерами, в обоих случаях выбыл из борьбы уже на предварительных квалификационных этапах. Также был заявлен в беге на 220 ярдов, но в этой дисциплине на старт не вышел.
Благодаря череде удачных выступлений удостоился права защищать честь страны на летних Олимпийских играх 1952 года в Хельсинки, стартовал в беге на 110 метров с барьерами и совместно с Бобом Хатчинсоном, Доном Макфарлейном и Уолтером Саттоном в эстафете 4 × 100 метров — в обоих случаях не смог пройти дальше предварительных квалификационных забегов, показав результаты 14,8 и 42,6 секунды соответственно.
Позже серьёзно занимался теннисом, представляя клубы Northfield Racquet Club и Waterloo Tennis Club. Как теннисист неоднократно выступал среди элитных спортсменов на соревнованиях национального и международного уровня.
Вне спорта работал в Полицейской службе Торонто, затем проявил себя в бизнесе в сфере продаж автомобилей — в 1966 году основал и возглавил дилерский центр Volkswagen в городе Китченер, где проживал на протяжении многих последующих лет. Занимался общественной и благотворительной деятельностью, являлся прихожанином местной церкви.
Около 70 лет состоял в браке с Жеральдин Кросби (умерла в 2015 году), имел двоих детей.
Умер 3 января 2019 года в Китченере в возрасте 91 года.